# Вісцеральні рефлекси спинного мозку
Вісцера́льні рефле́кси спинно́го мо́зку — забезпечують регуляцію діяльності ряду внутрішніх органів і систем (регіональні судиннорухові рефлекси, сечовиділення, дефекація, статеві функції).